# پانچاکشاری
پانچاکشاری 
(به تلوگویی: Panchakshari) فیلمی محصول سال ۲۰۱۰ و به کارگردانی وی. سامودرا است. در این فیلم بازیگرانی همچون آنوشکا شتی، سامارات ردی، چاندرا موهان، نثار، پرادیپ راوات و تلنگانا شکونتلا ایفای نقش کرده‌اند.